# Warren Kremer
Pour les articles homonymes, voir Kremer.
Warren Kremer, né le 26 juin 1921 et mort le 24 juillet 2003 est un dessinateur de comics connu pour son travail à Harvey Comics. Il a affirmé être le créateur du comics Richie Rich qui au faîte de son succès se vendait à plus d'un million d'exemplaires mais cela lui a été disputé par Alfred Harvey et des critiques de bandes dessinées l'attribuent plutôt à Steve Muffatti.

## Biographie
Warren Kremer naît le 26 juin 1921 dans le quartier du Bronx à New York. Il suit des cours à la High School of Music and Art puis à la School of Industrial Arts. Grâce à un ses professeurs, il trouve un emploi chez Ace Magazines qui édite des pulps. Il dessine surtout des illustrations pour des magazines de romance ou d'aviation. Lorsque Ace Magazines commence à publier des comics, elle fait appel à Kremer sur un comics humoristique intitulé Hap Hazard. Souffrant d'une hernie, il échappe à la conscription durant la seconde guerre mondiale. C'est aussi chez Ace que Warren Kremer rencontre Grace qui travaille aussi comme dessinatrice et lettreuse et avec qui il se marie en 1947. Comme le marché des pulps est en perte de vitesse alors que celui des comics croît fortement, Kremer se met à travailler en indépendant pour Harvey Comics. Il signe des adaptations de Joe Palooka et crée les couvertures pour les comics reprenant des comic strips comme Mutt and Jeff ou Pim Pam Poum. Il travaille aussi sur les comics de romance, de guerre ou d'horreur jusqu'en 1954. À cette date, Harvey Comics cesse de publier tous les comics qui pourraient s'attirer les foudres du Comics Code dont Alfred Harvey est l'un des fondateurs. Cependant cela n'affecte pas les ventes de Harvey Comics qui développe depuis 1952 et le rachat des droits des dessins animés produits par Famous Studios une ligne de comics pour enfants. Ainsi, Harvey publie Baby Huey, Casper le gentil fantôme, Little Audrey, Stumbo le géant. Warren Kremer dessine de nombreux épisodes de Casper. En 1953 est créé le personnage de Richie Rich dont il affirme être l'auteur et qu'il aurait nommé d'après son fils aîné. Cependant Alfred Harvey a aussi être le créateur de ce personnage et Steve Muffatti est le premier à dessiner ce personnage dans une histoire publiée dans le premier numéro de Little Dot. En 1957, il développe le personnage de Hot Stuff. Warren Kremer reste chez Harvey jusqu'en 1982 lorsque la société cesse d'éditer des comics. Il part alors chez Marvel Comics où il dessine de nombreuses séries pour enfants, publiées dans la collection Star Comics, comme Les Ewoks, inspirés des personnages apparaissant dans Le Retour du Jedi, The Flintstone Kids, le Comte Mordicus qui est la dernière série sur laquelle il a travaillé.  En 1986, une attaque lui paralyse tout le côté gauche, dont la main qu'il utilisait pour dessiner. Il apprend à dessiner de la main droite mais le résultat le déçoit tant qu'il préfère prendre sa retraite. En 1989, il déménage avec son épouse à Bloomfield dans le New Jersey. Il meurt le 24 juillet 2003 à Glen Ridge dans le New Jersey,.

## Analyse
Durant les trente-cinq années chez Harvey, son travail reste anonyme car Alfred Harvey refuse que les séries soient signées. C'est une fois chez Marvel que sa signature apparaît sur les comics. Cette reconnaissance publique tardive n'empêche pas que Kremer est déjà apprécié par ses pairs. Ainsi Marie Severin qui est à l'époque responsable du secteur enfance considère qu'il est le meilleur dessinateur travaillant pour Marvel. Bien qu'il travaille très vite et qu'il puisse réaliser jusqu'à huit comics par mois sans compter les dizaines de couvertures qu'il réalise chaque mois, son trait est toujours précis. Son style tout en courbe convient si parfaitement au genre enfantin qu'il a servi de modèle pour les autres dessinateurs travaillant pour Harvey.